# العقيمة (بني وائل)

تعديل مصدري - تعديل

العقيمة محلة تابعة لقرية الاسور، التابعة لعزلة بني وائل بمديرية حزم العدين إحدى مديريات محافظة إب في الجمهورية اليمنية، بلغ تعداد سكانها 20 حسب تعداد اليمن لعام 2004.